# Shangton
Shangton – wieś w Anglii, w hrabstwie Leicestershire, w dystrykcie Harborough. Leży 16 km na południowy wschód od miasta Leicester i 130 km na północny zachód od Londynu.